# ЛВС-2009
71-154 (ЛВС-2009) — пассажирский трёхсекционный сочленённый трамвай с частично низким полом производства Петербургского трамвайно-механического завода.

## Модификации
Существует 2 модификации вагона:
- 71-154 — трамвайный вагон двустороннего (челночного) движения с асинхронным приводом, предназначенный для эксплуатации на городских, пригородных линиях, а также туннельных линиях метротрама с правосторонним и левосторонним движением с шириной колеи 1524 мм. Разработан в 2008 году для скоростной трамвайной системы Волгограда[1]. 20 ноября 2008 года начались испытания первого экземпляра. 10 декабря 2008 года испытания были завершены и решением Межведомственной Комиссии (МВК) вагон был рекомендован к серийному производству. 13 декабря 2008 года трамвай был отправлен в Волгоград и получил бортовой номер 5838. 29 декабря 2008 года состоялась его презентация, а 20 января начал работать с пассажирами.[2] 28 мая 2009 года был отправлен второй экземпляр[3], который прибыл 31 мая и получил бортовой номер 5839. Озвучены планы по заказу ещё 14 экземпляров[4]. Также планировались, но так и не состоялись, поставки в Казань[5].

- 71-154М — трамвайный вагон одностороннего движения с асинхронным приводом, предназначенный для эксплуатации на городских, пригородных линиях с разворотным кольцом, и с шириной колеи 1524 мм. Разработан в 2009 году для скоростной трамвайной системы Киева.

## Стоимость
Цена опытных образцов вагона 71-154 составила (включая НДС 18 %) 75 млн руб., а 71-154М — 45 млн. 666 тыс. руб.. Цена вагона из партии, предназначенной для поставки в Волгоград в 2011 году составляет более 87 млн руб., но с учётом удорожания вагона по договору лизинга.

## Дальнейшая судьба
В связи с банкротством ПТМЗ, дальнейшее производство данной модели остановлено. На заводе остались несколько секций в различной степени готовности, которые были распилены в 2015 году.

## Эксплуатанты
- Волгоградский скоростной трамвай
- Киевский скоростной трамвай

- ЛВС-2009 № 5841 - разворот на кольце и поездка
- Поездка в ЛВС-2009 по подземной части Волгоградского скоростного трамвая